# Palystella pallida
Palystella pallida är en spindelart som beskrevs av Lawrence 1938. Palystella pallida ingår i släktet Palystella och familjen jättekrabbspindlar.
Artens utbredningsområde är Namibia. Inga underarter finns listade i Catalogue of Life.